# Krukî, Radîvîliv
Krukî (în ucraineană Круки) este un sat în comuna Pidzamce din raionul Radîvîliv, regiunea Rivne, Ucraina.

## Demografie
Componența lingvistică a localității Krukî
     Ucraineană (99,15%)
     Alte limbi (0,85%)
Conform recensământului din 2001, majoritatea populației localității Krukî era vorbitoare de ucraineană (99,15%), existând în minoritate și vorbitori de alte limbi.